# Yevheniya Snihur
Yevheniya Snihur (née le 7 mars 1984 dans l'oblast de Kiev) est une athlète ukrainienne, spécialiste des haies.

## Biographie
Elle a été championne d'Ukraine en 2005, 2006 et 2009.
Son meilleur résultat est de 12 s 81 (- 1,3 m/s) à Annecy le 22 juin 2008. Elle participe aux Jeux olympiques de 2008. 4e lors des Championnats du monde jeunesse à Debrecen (2001), elle est 6e des Championnats d'Europe junior à Tampere (2003).

## Palmarès
| Date | Compétition                    | Lieu           | Résultat | Epreuve     | Temps   |
| ---- | ------------------------------ | -------------- | -------- | ----------- | ------- |
| 2001 | Championnats du monde jeunesse | Debrecen       | 4e       | 100 m haies | 13 s 83 |
| 2003 | Championnats d'Europe juniors  | Tampere        | 6e       | 100 m haies | 13 s 85 |
| 2007 | Jeux mondiaux militaires       | Hyderabad      | 1er      | 100 m haies | 13 s 23 |
| 2008 | Championnats du monde en salle | Valence        | 6e       | 60 m haies  | 8 s 12  |
| 2008 | Coupe d'Europe                 | Annecy         | 1re      | 100 m haies | 12 s 81 |
| 2010 | Championnats d'Europe          | Barcelone      | 5e       | 100 m haies | 12 s 92 |
| 2011 | Jeux mondiaux militaires       | Rio de Janeiro | 3e       | 4 x 100 m   | 45 s 00 |

## Records
| Épreuve          | Performance | Lieu    | Date         |
| ---------------- | ----------- | ------- | ------------ |
| 110 mètres haies | 12 s 81     | Annecy  | 22 juin 2008 |
| 60 mètres haies  | 8 s 06      | Valence | 8 mars 2008  |